# Optics Express
『Optics Express』（オプティクス・エクスプレス）は、アメリカ光学会が隔週発行している査読付き科学学術雑誌である。
本誌はロチェスター大学の光学研究所の支援の下、Joe Eberlyらが主体となって1997年に創刊されたオンラインジャーナルで、光学やフォトニクス分野における学術研究の発表の場となっている。論文中の図面にはカラー画像および動画ファイルも用いることができる。光工学における新展開によってもたらされる持続可能なエネルギー開発、環境やグリーンITへの影響に関する研究報告は、別途「Energy Express」として隔月で特集されている。
本誌は閲覧者がフリーにアクセス可能である一方、投稿者からの論文掲載料によって運営されるゴールド・オープンアクセスを採用している。このような出版形態は1997年に創刊された『Optics Express』と『New Journal of Physics』が先駆けとなった。本誌はそれから6年後の2003年には赤字回復し、次第にトップジャーナルとしての地位を有するようになった。
OSAの理事・エディターを務めた経験のある電気通信大学レーザー新世代研究センター・教授の植田憲一は「第5回SPARC Japan セミナー2012」における講演で、ゴールド・オープンアクセスの形態をとった論文誌の中で最も成功したジャーナルとして本誌を取り上げ、同様の意図をもって創刊された『Journal of Optical Networking』誌では対照的に運営が難航したことを指摘し『Optics Express』は「まさに人を得、時を得たジャーナルだった」と述べている。実際に、Journal Citation Reportによる2006年の調査によれば、『Optics Express』は光学関連の学術雑誌の中で最も高いインパクトファクターを記録し、次点に同じくOSAが刊行する『Optics Letters』が続いた。2009年時点のインパクトファクターは、光学に関する論文誌63誌中3位を記録した。順位が降下したのは『Laser Physics Letters』の台頭によるものであったが、同誌の編集委員会は光学関係のトップジャーナルとして『Optics Express』および『Optics Letters』の名前を挙げている。

## 関連文献
- Andrew M. Weiner (2018). “Twenty years of Optics Express: invited review articles”. Optics Express 26 (8):  9415-9416. doi:10.1364/OE.26.009415. ISSN 1094-4087.